# Рэчицану, Ирина

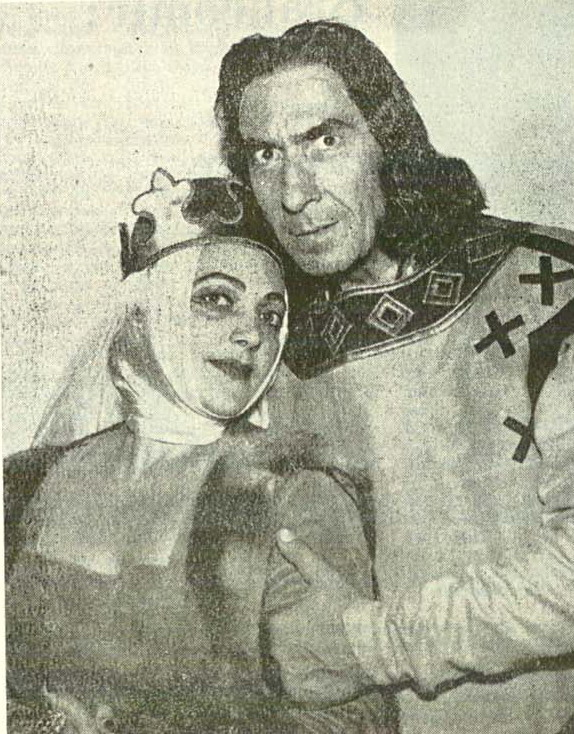
Ирина Рэчицану и Николае Бранкомир

Ирина Рэчицану (рум. Irina Rachiteanu; 1920, Брэила, Королевство Румыния — 15 октября 1993) — румынская актриса
 театра, кино и телевидения, педагог. Общественный деятель Румынии. Заслуженная артистка Румынии.

## Биография
Изучала актёрское мастерство в Бухарестской консерватории. Дебютировала в спектакле «Domnișoara Nastasia» Замфиреску в Театре Сариндара. Позже, выступала в Современном театре в спектакле «Генрик IV» Пиранделло. В театре «Комедия» Сика Александреску играла в «Призраках» Ибсена и «Mașina de scris» Кокто. Наконец, в театре «Ностру» с триумфом исполнила заглавную партию в опере «Thérèse Raquin de Zola».
С 1947 года выступала на сцене Национального театра Бухареста.
Работала преподавателем Национального университета театра и кино «И. Л. Караджале», воспитала целое поколение талантливых актёров Румынии.

## Избранная фильмография
Снималась в кино и на телевидении.
- Focuri sub zăpadă (1941) — Мария
- Жизнь побеждает (1951) — Анка Олтяну, жена профессора
- Realitatea ilustrată (телесериал, 1969)
- Nunta însângerată (телефильм, 1976)

В 1952—1957 годах избиралась депутатом Великого Национального Собрания Румынии. Кавалер орденов Румынии.